# Zona Franca de Jebel Ali

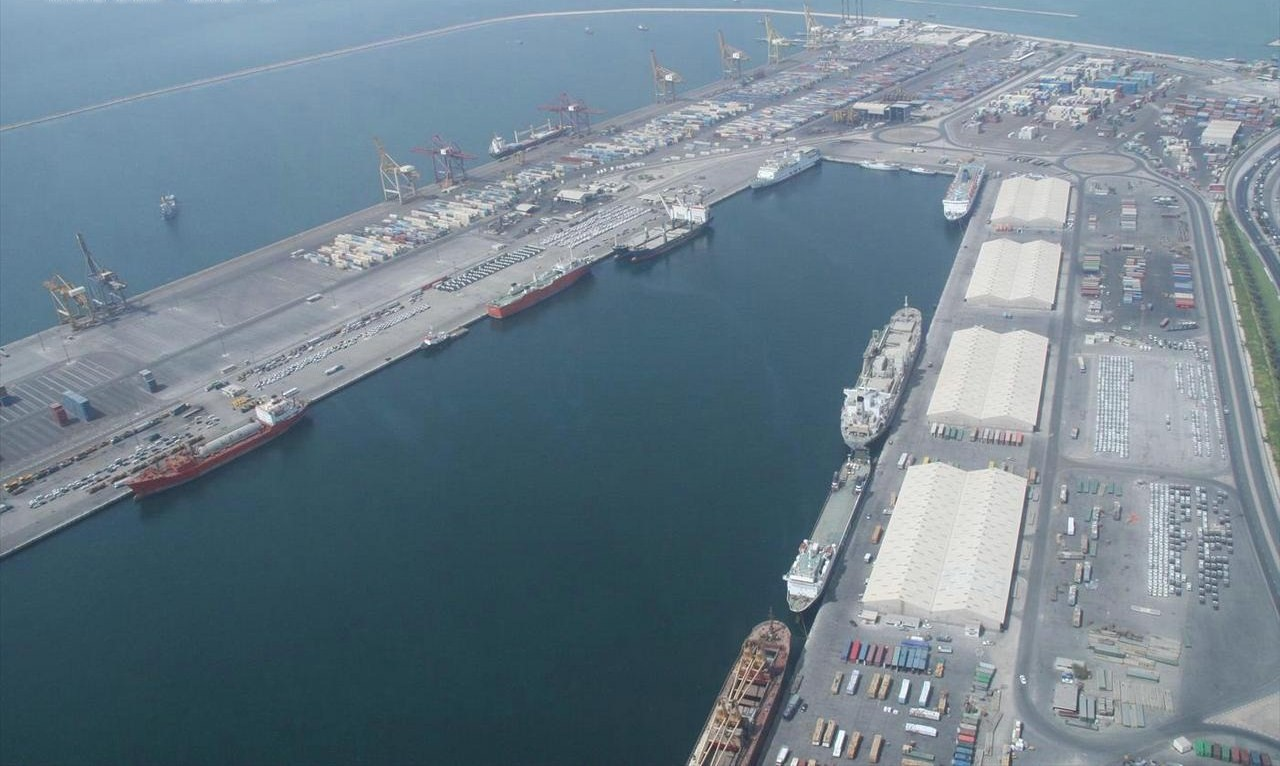
Esta es una fotografía que muestra Port Rashid en Dubai, Emiratos Árabes Unidos, vista desde el aire el 1 de mayo de 2007.

La Zona Franca de Jebel Ali (en inglés: Jebel Ali Free Zone, o JAFZA; en árabe: المنطقة الحرّة في جبل علي‎, al-Minṭaqat al-Ḥurrat fī Jabal ʿAlī) es una zona económica especial de Dubái, en los Emiratos Árabes Unidos, creada en 1985 en una parte del puerto de Jebel Ali y que se ha convertido en el principal centro de desarrollo del emirato con miles de empresas establecidas en ella y una intensa actividad industrial y comercial iniciada por las industrias del gas, del aluminio y del cemento, hoy generalizadas a todas las ramas de la economía. Los impuestos son muy bajos y los capitales pueden repatriarse sin restricciones; también hay libertad total para la contratación de personal extranjero.
Está dirigida por la JAFZA (Jebel Ali Free Zone Authority). Inicialmente estaba formada por 70.000 m² de almacenes y 850.000 m² de áreas cubiertas, aunque hoy ya ocupa más del triple de superficie. En tres años, una gran zona desértica se ha convertido en un área dinámica de 100.000 m². La JAFZA fue establecida por decreto del Emir, el Jeque Rashid II bin Saíd Al Maktum, en mayo de 1980. Desde entonces, de los 100.000 m² iniciales se ha llegado a los 30.000.000 de m² actuales. En 1990 Jafza amplió sus instalaciones para acoger pequeñas unidades industriales.
Situado junto al puerto de Jebel Ali, el más grande del Medio Oriente y a 30 minutos por carretera del Aeropuerto Internacional Al Maktoum, la JAFZA está muy bien ubicada para permitir a sus socios comerciales el acceso más rápido posible a un mercado de más de 2.000 millones de personas en Asia Occidental y Meridional, la CEI y África. 